# Melanie Bernstein
Melanie Bernstein (nascida em 28 de setembro de 1976) é uma política alemã da União Democrata-Cristã (CDU) que actua como membro do Bundestag pelo estado da Baixa Saxónia desde as eleições de 2017.

## Carreira política
Bernstein tornou-se membro do Bundestag nas eleições federais alemãs de 2017. Faz parte da Comissão de Cultura e Mídia e da Comissão de Família, Idosos, Mulheres e Juventude.

## Outras atividades
- Deutsche Maritime Akademie, Membro do Conselho Consultivo[5]
- Instituto Max Planck de Biologia Evolutiva, Membro do Conselho de Curadores[6]